# Gynoplistia (Gynoplistia) luteicincta
Gynoplistia (Gynoplistia) luteicincta is een tweevleugelige uit de familie steltmuggen (Limoniidae). De soort komt voor in het Australaziatisch gebied.